# Лёва Би-2
Лёва Би-2 (настоящее имя — Егор Михайлович Бо́ртник (бел. Ягор Міхайлавіч Бортнік), также Игорь Бо́ртник; род. 2 сентября 1972, Минск) — рок-музыкант, поэт, вокалист и гитарист. Один из двух основателей и лидеров группы «Би-2».

## Биография
Егор Бортник родился 2 сентября 1972 года в Минске. Отец — Бортник Михаил Васильевич (20.01.1943—2010), кандидат физико-математических наук, доцент, преподаватель термодинамики и статистической физики на факультете Радиофизики и электроники Белорусского государственного университета. Мать — Бортник Наталья Фёдоровна (05.04.1945). Иногда называет себя внуком Аркадия Александровича Кулешова, известного в Белоруссии поэта.
Егор Бортник стал Лёвой ещё в детстве:
Я жил тогда вместе с родителями в Африке (моего отца пригласили преподавать радиофизику в университете в Конго). Однажды папа купил мне львиный клык. Я повесил его на шею, и ребята дали мне прозвище Лев. Мне новое имя очень понравилось, и теперь даже мама называет меня Лёвой.

В 1985 году Егор Бортник в минской детской театральной студии «Ронд» познакомился с другим будущим основателем группы «Би-2» — Александром Уманом (Шура Би-2). В этой студии они решили совместно с другими сверстниками делать постановки в духе театра абсурда. После очередной авангардной постановки театр был закрыт, а Шура и Лёва решили, что им гораздо лучше удастся выразить себя в музыке. Этот выбор Лёва объяснил так: «Мы быстро поняли, что парни с гитарами очень привлекательны для девушек».
Лёва и Шура создали коллектив «Братья по оружию», который позже сменил название на «Берег Истины», а затем «Би-2». Выступая с концертами, коллектив объездил всю Белоруссию.
В 1991 году вслед за Шурой переехал в Израиль. Работал охранником на стройке, а в сторожке друзья занимались музыкой. Позднее Лёва служил в израильской армии, работал компьютерным графиком. После того, как Шура в конце 1993 года уехал к родственникам в Австралию, группа «Би-2» фактически распалась почти на 5 лет (хотя первое время Лёва продолжал работать над новыми песнями, общаясь с Шурой по телефону). Но в феврале 1998 года Лёва также перебрался в Австралию. Там он присоединился к группе «Chiron» (где играл Шура), которой понадобился ещё один гитарист. Вскоре группа «Би-2» возродилась; в том же 1998 году появился её первый номерной альбом «Бесполая и грустная любовь». К осени 1998 года группа подготовила также альбом «И корабль плывёт». Он так и не был издан, но песни из него оказались в эфире российских радиостанций (первой из них в постоянную ротацию на радиостанции «Наше радио» попала песня «Сердце»).
В сентябре 1999 года Лёва и Шура приехали в Россию, где группа «Би-2», состав которой пополнился российскими музыкантами, начала активную концертную деятельность. В следующем году был издан второй номерной альбом группы — «Би-2», в который вошли (но с иным порядком треков и дизайном) песни из альбома «И корабль плывёт».
В 2000 году Лёва Би-2 снялся в фильме Алексея Балабанова «Брат-2» в камео, а группа «Би-2» приняла участие в создании саундтрека к данному фильму. Песня «Полковнику никто не пишет», прозвучавшая в этом блокбастере, сделала группу знаменитой. Группа продолжала выпускать новые альбомы, и к 2017 году число её номерных альбомов достигло десяти.
17 мая 2017 года был задержан московской полицией на футбольном матче «по подозрению в хранении веществ, изъятых из гражданского оборота». У него был изъят пакетик с марихуаной массой 0,5 грамма. Днём позже суд назначил Бортнику штраф в размере 3000 рублей за «нарушение правил поведения зрителей при проведении официальных спортивных соревнований» (часть 1 статьи 20.31 КоАП РФ).
24 января 2024 года его и других членов группы Би-2 на острове Пхукет задержала полиция Таиланда. Основанием для задержания стали неправильно оформленные организатором документы, что стало причиной нарушения миграционного законодательства Таиланда.
Как лицу, не имеющему российского гражданства и въехавшему в Таиланд по израильскому паспорту, ему одному 30 января был разрешён вылет в Израиль, где 31 января его в аэропорту встречали, среди прочих, Аббас Галлямов и Максим Кац. Максим Кац заявил в интервью, что обращался с просьбой о содействии к Владимиру Гусинскому, который, по словам Каца, обратился напрямую к министру иностранных дел Израиля Исраэлю Кацу. В аэропорту Тель-Авива Лёва Би-2 заявил в интервью Би-би-си, что больше не будет жить в России.
В 2024 году проживает в Марбелье, Испании.

## Личная жизнь
Первая жена Ирина Макеева, сын Фёдор (род. 2002).
Вторая жена — Ася Штрайхер (род. 24.09.1969), бывший тур-менеджер группы «Мумий Тролль». Женаты с 30 октября 2009 года. Сыновья Авив (род. 8.01.2008), Давид (род. 30.08.2010).

## Общественная позиция
В мае 2023 года, будучи на гастролях в США, осудил вторжение России на Украину, заявив, что «путинская Россия вызывает только омерзение и брезгливость» и «Путин и вся его умственно отсталая шваль уничтожила страну», также заявил, что не намерен возвращаться в Россию. 26 мая 2023 года Минюст России внёс Бортника в список иностранных агентов.